# Saya Zamurai
Saya-Zamurai (さや侍, Scabbard Samurai) és una pel·lícula japonesa de 2010 dirigida i escrita per Hitoshi Matsumoto.
Aquesta pel·lícula es va exhibir al 64è Festival Internacional de Cinema de Locarno, on va guanyar el premi al millor actor.

## Trama
En un bosc del Japó feudal, un home a qui han posat preu al seu cap i una nena estan fugint. Ell és Kanjuro Nomi, un samurai que porta una funda buida perquè ha perdut la seva espasa i amb ella el seu honor, mentre que ella és la seva filla Tae. Sobreviu a diversos intents d'assassinat per part dels caça-recompenses, és capturat per un clan rival i condemnat als trenta dies. Aquesta pràctica ha sorgit perquè el petit príncep hereu no ha rigut des que la seva mare va morir en l'epidèmia que també s'ha endut la dona de Nomi. Els criminals condemnats tenen 30 dies per guanyar la seva llibertat si poden divertir el nen. Si no, són executats, que per a un samurai com Nomi és per seppuku.
Nomi idea diverses acrobàcies que no diverteixen a ningú i, a mesura que passen els dies, la seva filla i els seus guàrdies intenten millorar les seves actuacions. Té la idea de permetre que el públic entri al palau per animar-lo, i també es cola a l'habitació del petit príncep deprimit per intentar guanyar-se la seva simpatia. Però els esforços de Nomi no són divertits, i amb cada fracàs perd més dignitat. El noble guerrer es redueix a un pallasso trist que, tot i que tothom vol que tingui èxit, aconsegueix decebre'ls cada cop. Després de 30 dies inútils, ha de realitzar el ritual públic de destripat.
De camí cap a l'execució, fa lliscar una nota a un monjo suposadament cec. Aquest home segueix la Tae mentre vaga desconsolada pel país i li llegeix. En el seu darrer testament, Nomi desafia la mort i l'exhorta a abraçar la vida en un món que continuarà.

## Repartiment
- Kanjuro Nomi: Takaaki Nomi
- Tae: Sea Kumada
- Lord: Jun Kunimura
- Lord's aide: Masato Ibu
- Koranosuke: Itsuji Itao
- Heikichi: Tokio Emoto
- O'Ryu, musician assassin: Ryo
- Gori-Gori, chiropractor assassin: Zennosuke Fukkin
- Pakyun, two-pistols assassin: Rolly
- Monk: Kazuo Takehara